# Léon Emmanuel Govaerts
Pour les articles homonymes, voir Govaerts.
Léon Emmanuel Govaerts, né le 26 novembre 1891 à Bruxelles et mort  à Villejuif le 30  Mars 1968, est un architecte belge de la période art déco et moderniste qui fut actif à Bruxelles.

## Biographie
Léon Emmanuel Govaerts est né à Bruxelles  dans le quartier de Saint Josse Ten Noode le 26 novembre 1891.
Il était le neveu de l'architecte Art nouveau Léon Govaerts (Léon Jean Joseph Govaerts, 1860-1930).

## Immeubles de style Art déco
- 1924-1928 : Maison Alice et David van Buuren, avenue Léo Errera, 41 à Uccle (avec Alexis Van Vaerenbergh)

actuellement Musée Alice et David van Buuren

## Immeubles de style moderniste

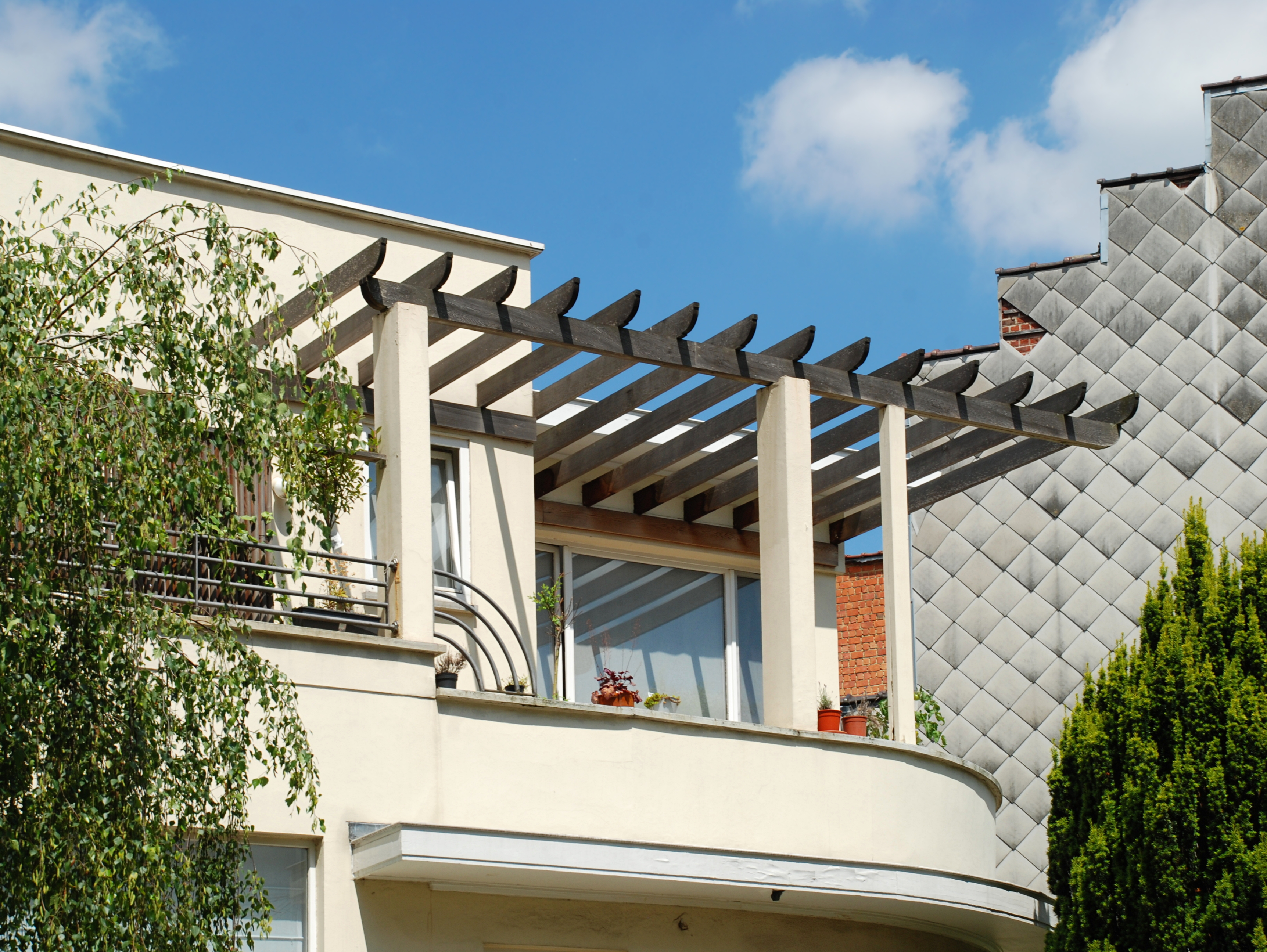
Terrasse typique des villas modernistes
(rue de la Duchesse).

- 1930 : avenue de Tervueren 210 (avec Alexis Van Vaerenbergh)[3]
- 1930 : immeubles à appartements, chaussée de Wavre 52 (avec Alexis Van Vaerenbergh)[4]
- 1932 : rue de la Duchesse 2 (avec Alexis Van Vaerenbergh)[5]
- 1934 : avenue des Phalènes 27 (avec Alexis Van Vaerenbergh)[6]
- 1935-1946 : immeubles à appartements, chaussée de Waterloo 496 à 496n
- 1935 : avenue Franklin Roosevelt 96a (avec Alexis Van Vaerenbergh) : actuelle ambassade de la République de Colombie en Belgique[7]
- 1936 : avenue Nestor Plissart 90 (avec Alexis Van Vaerenbergh)[8]
- 1936 : boulevard Auguste Reyers 195 et 197 (avec Alexis Van Vaerenbergh)[9]
- 1938 : immeuble à appartements, avenue Louise 372 (avec Alexis Van Vaerenbergh)[10]
- 1938 : avenue des Abeilles 4 (avec Alexis Van Vaerenbergh)[11]

## Immeubles de style fonctionnaliste
- Anciens magasins Vanderborght frères, rue de l'Écuyer 48-50-52 et rue du Fossé aux Loups 39-41 (avec Alexis Van Vaerenbergh)[12]

## Immeuble de style traditionnel
- 1944: maison traditionnelle rue des Six Jeunes Hommes, 13 (avec Hianne)[13]